# سیارک ۱۱۳۷۷
سیارک ۱۱۳۷۷ (به انگلیسی: 11377 Nye، نامگذاری:1998SH59) یازده هزار و سیصد و هفتاد و هفتمین سیارک کشف شده‌است که در ۱۷ سپتامبر ۱۹۹۸ کشف شد.
قدر مطلق سیارک برابر ۱۲٫۹۰ است.